# Franko Nakić
Franko Nakić fue un jugador de baloncesto croata, que ocupaba la posición de alero. Nació el 9 de junio de 1972, en Sibenik, RFS Yugoslavia. 

## Clubes
- 1992-1998 Olympiacos BC
- 1998-1999 ALBA Berlín
- 1999-2000 Olympiacos BC
- 2000-2001 Iraklis BC
- 2001-2002 Aris Salónica
- 2002-2003  Near East
- 2003-2004 Peristeri
- 2003-2004  Basket Livorno
- 2004-2005 Olympia Larissa
- 2005-2006 Kolossos Rodou BC

## Palmarés
- 1 Euroliga: (1997)
- 5 Ligas de Grecia: (1993, 1994, 1995, 1996, 1997)
- 2 Copas de Grecia: (1994, 1997)
- 1 Liga Alemana y 1 Copa de Alemania ALBA Berlín: (1999)